# Ibitu
Ibitu é um distrito do município brasileiro de Barretos, no interior do estado de São Paulo. O distrito é formado pela vila de Ibitu (sede) e pelo povoado de Prata.

## História

### Origem

#### Ibitu
O atual distrito de Ibitu tem origem no antigo povoado de Passa Tempo, fundado em território do município de Barretos.

#### Prata
O povoado de Prata também foi fundado em território do município de Barretos. Antigo distrito policial criado em 20/11/1917 e extinto em 1945.

### Formação administrativa
- Distrito policial de São Sebastião do Passa Tempo criado em 02/12/1901 no município de Barretos[3][4].
- O distrito foi criado pela Lei nº 1.141 de 16/11/1908 com o nome de Itambé[5][6].
- Pelo Decreto-Lei n° 14.334 de 30/11/1944 o nome do distrito foi alterado para Ibitu[7].

## Geografia

### Demografia

#### População urbana
| Crescimento população urbana | Crescimento população urbana | Crescimento população urbana | Crescimento população urbana |
| Censo                        | Pop.                         |                              | %±                           |
| ---------------------------- | ---------------------------- | ---------------------------- | ---------------------------- |
| 1934                         | 405                          |                              |                              |
| 1940                         | 401                          |                              | −1,0%                        |
| 1950                         | 312                          |                              | −22,2%                       |
| 1960                         | 272                          |                              | −12,8%                       |
| 1970                         | 308                          |                              | 13,2%                        |
| 1980                         | 180                          |                              | −41,6%                       |
| 1991                         | 275                          |                              | 52,8%                        |
| 2000                         | 420                          |                              | 52,7%                        |
| 2010                         | 346                          |                              | −17,6%                       |
| Fonte: IBGE e Fundação SEADE |                              |                              |                              |

#### População total
Pelo Censo 2010 (IBGE) a população total do distrito era de 1 819 habitantes.

### Área territorial
A área territorial do distrito é de 559,704 km².

### Rodovias
O principal acesso ao distrito é a Rodovia Assis Chateaubriand (SP-425).

## Serviços públicos

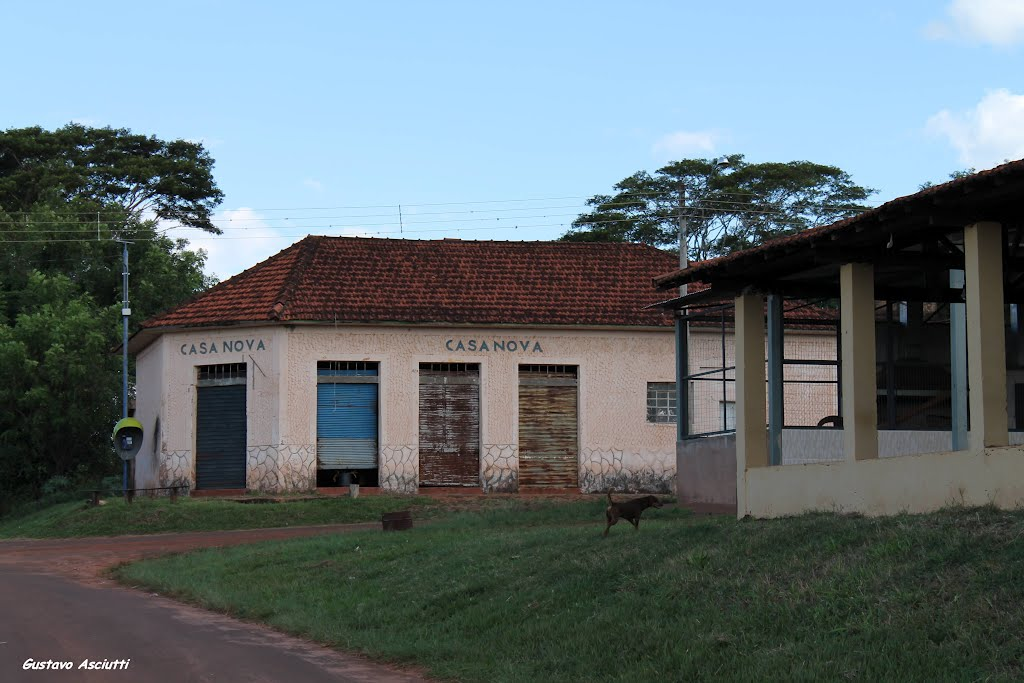
Aspecto local.

### Registro civil
Atualmente é feito na sede do município, pois o Cartório de Registro Civil das Pessoas Naturais do distrito foi extinto pelo Tribunal de Justiça do Estado de São Paulo e seu acervo foi recolhido ao cartório do 1º subdistrito da sede do município de Barretos.

### Saneamento
O serviço de abastecimento de água é feito pelo Serviço Autônomo de Água e Esgoto de Barretos (SAAEB). 

### Energia
A responsável pelo abastecimento de energia elétrica é a CPFL Paulista, distribuidora do grupo CPFL Energia.

## Religião

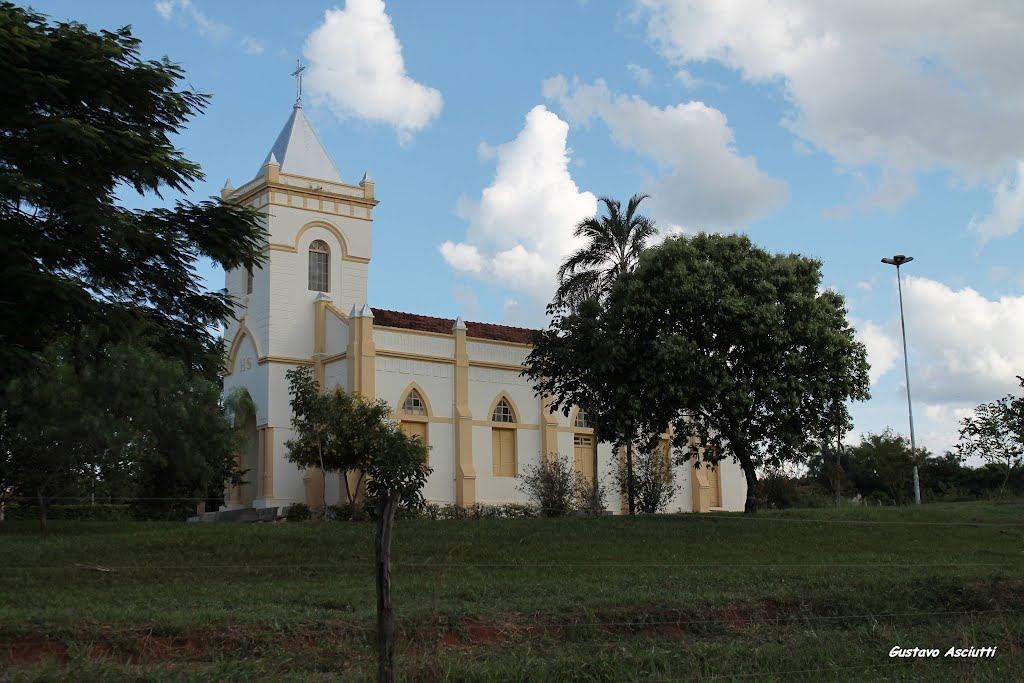
Igreja.

O Cristianismo se faz presente no distrito da seguinte forma:

### Igreja Católica
- A igreja faz parte da Diocese de Barretos[18].

### Igrejas Evangélicas
- Congregação Cristã no Brasil[19].